# Rosa Briceño Ortiz
Rosa Briceño Ortíz (Caracas, 26 de abril de 1957-29 de mayo de 2018) fue una destacada directora de orquesta, bandas de concierto y pianista venezolana. Inició sus estudios musicales en la Escuela Superior de Música José Ángel Lamas en la especialidad de piano. En 1980 egresó como directora de coros de la Escuela de Canto Coral de la Fundación Schola Cantorum de Caracas, bajo la tutela del maestro Alberto Grau. Paralelamente realizó estudios de composición en la Escuela de Música "José Lorenzo Llamozas" con la maestra Modesta Bor. En la Accademia  Musicale Chigiana, en Italia, recibió clases con los maestros maestros Franco Ferrara y Guennady Rozhdestvensky. En Venezuela fue la primera alumna mujer de la cátedra de dirección orquestal del maestro Gonzalo Castellanos Yumar. Forma parte de la primera generación de mujeres en Venezuela en titularse como directora de orquesta.
Fue licenciada en Educación y magister scientiarum en Diseño de Políticas de la Universidad Central de Venezuela.

## Carrera artística
En 1983 dirigió por primera vez la Orquesta Sinfónica Simón Bolívar. Un año más tarde, audiciona para la dirección titular de la Orquesta Filarmónica Nacional de Venezuela. Pese a que su audición fue la mejor calificada, no logró conseguir el cargo tras una decisión del presidente del jurado, quien aseguró tener la "preocupación de que las mujeres se enamoran, se casan y salen embarazadas" . En 1994 realizó nuevamente una audición, esta vez en la Banda Marcial de Caracas. En allí donde se convierte en la primera y única mujer —hasta el momento— en obtener la titularidad de esa agrupación musical.
Realizó una importante labor pedagógica por más de veinticinco años como docente y directora en la Escuela de Música "José Ángel Lamas". En la actualidad fue miembro del Directorio de la Asociación Mundial de Bandas y Ensambles de Vientos. Fue coordinadora regional para América Latina del Centro Latinoamericano de Música (CELAM) y Directora de la Cátedra Latinoamericana de Dirección de Bandas.
Su experiencia como directora de orquesta abarcó países como Venezuela, Brasil, Colombia, Argentina, Estados Unidos, Singapur, atendiendo en orden de preferencia la ejecución de repertorio de compositores latinoamericanos, sin desplazar a autores estadounidenses y británicos.  
Ejerció la docencia de dirección orquestal y de banda sinfónica en la Fundación Calcaño y en la Escuela Superior de Música "José Ángel Lamas". 
El 9 de marzo de 2017 recibió la condecoración Emma Soler en reconocimiento a su labor en pro de la cultura, otorgado por la gobernación del estado Miranda.